# USS Pringle (DD-477)
L'USS Pringle (DD-477) est un destroyer de la classe Fletcher en service dans la Marine des États-Unis pendant la Seconde Guerre mondiale. Il a été nommé en l'honneur du vice-amiral Joel R. P. Pringle (1873-1932).

## Construction
Sa quille est posée le 31 juillet 1941 au chantier naval Charlestown Navy Yard de Boston, dans le Massachusetts. Il est lancé le 2 mai 1942 ; parrainée par Mme John D. H. Kane, et mis en service le 15 septembre 1942.

## Historique
Le Pringle était l'un des trois destroyers de la classe Fletcher à être construit (sur les 6 prévus) avec une catapulte pour un hydravion. La catapulte et une grue d'aéronef étaient situées juste à l'arrière de la cheminée numéro 2, à la place de l'affût du tube lance-torpilles arrière, de l'affût de 5 pouces numéro 3, et du deuxième pont du bâtiment du pont arrière qui portait normalement un canon anti-aérien double de 40 mm sur la plupart des navires de la classe. (L'affût double de 40 mm a été déplacé vers la queue d'éventail, juste à l'avant des supports de grenades sous-marines, où la plupart des navires de la classe portaient des affûts de 20 mm). Il était prévu que l'hydravion soit utilisé pour la reconnaissance de la flottille de destroyers à laquelle le navire était rattaché. Il était lancé par la catapulte, atterrissait sur l'eau à côté du navire et était récupéré par la grue de l'avion. Le Pringle a été le premier des cinq navires qui ont reçu la catapulte à l'utiliser de manière opérationnelle. En raison de problèmes de conception du derrick, le Pringle n'a pas pu récupérer l'avion Vought OS2U Kingfisher. Deux navires construits en 1943, le USS Stevens (DD-479) et le USS Halford (DD-480), avaient des grues redessinés. Le Stevens est devenu le premier des cinq navires à réussir à lancer et à récupérer l'avion. Tous ont finalement été convertis à la configuration standard de la classe Fletcher.
Après l'essai, le Pringle a rejoint le convoi ON 154 au milieu de l'Atlantique le 1er janvier 1943 pour escorter le contingent à destination de Halifax en Nouvelle-Écosse. Dans le cadre de cette mission, il a été le premier destroyer américain à utiliser un avion à catapulte. L'hydravion a été catapulté pour rechercher des sous-marins ennemis. La récupération de l'avion dans les conditions météorologiques dominantes pour un navire de la taille du Pringle était difficile.
Le 6 février, il fait route vers le théâtre du Pacifique, escortant le porte-avions britannique HMS Victorious (R38) du Norfolk Navy Yard vers le Pacifique. Arrivé au large de Guadalcanal le 30 mai, il a pris des fonctions de patrouille au large des îles Salomon et, dans la nuit du 17 au 18 juillet, il a rejoint le USS Waller (DD-466) et le USS Saufley (DD-465) pour attaquer trois destroyers japonais au large de Vanga Point, à Kolombangara. Atteint par plusieurs torpilles, il a également abattu un avion japonais.
Alors que la campagne des îles Salomon se poursuivait en août, le Pringle a protégé les unités avancées de la force d'assaut de Vella Lavella, a escorté des barges de débarquement de chars (Landing Ship Tank - LST) dans le détroit de Gizo et, le 24, a couvert les opérations de déminage au large de Kolombangara sous les canons japonais. Dans la nuit du 3 au 4 septembre, le Pringle et le USS Dyson (DD-572) ont balayé les barges japonaises entre Gambi Head, Choiseul et Kolombangara, en coulant trois.
Alors qu'il escortait le groupe opérationnel 31.7 (Task Group 31.7 - TG 31.7) dans la baie de l'Impératrice-Augusta, à Bougainville, le 11 novembre, 10 jours après le débarquement initial, le Pringle a abattu un avion japonais et en a endommagé un autre. À l'exception d'un passage à Sydney à la fin de janvier 1944, il a continué à opérer dans les îles Salomon pendant les mois suivants. Il balaya la côte sud-ouest de Bougainville en plein jour au début de mars, bombardant les installations ennemies et les barges échouées.
L'opération des Mariannes a donné lieu à une autre longue période de bombardements, d'écrans et de missions anti-sous-marines pour le Pringle. Pendant les assauts sur Saipan et Tinian, il a mené des opérations d'appui-feu. Il est ensuite retourné à San Francisco, en Californie, pour être remis en état et reposer son équipage.
Après une révision au chantier naval de Mare Island (Mare Island Naval Shipyard), le Pringle a fait route vers Pearl Harbor le 19 octobre. Il a quitté Pearl Harbor le 10 novembre pour les Philippines afin de participer à l'invasion à venir. Du 27 au 28 novembre, il bombarde les positions côtières ennemies près de la baie d'Ormoc, sur l'île Leyte, et abat un avion japonais le même jour. Le 27 novembre, il est associé aux Saufley, Waller et USS Renshaw (DD-499) pour couler le sous-marin de transport MaruYu-No.2 de l'Armée impériale japonaise. Le 28 novembre, ces destroyers coulent le sous-marin I-46.
Le Pringle a subi son attaque aérienne la plus intense alors qu'il escortait un échelon de réapprovisionnement vers Mindoro du 27 au 30 décembre. Plusieurs navires du convoi ont été coulés, tandis que le Pringle a abattu deux avions. Le 30, un kamikaze s'est écrasé sur son rouf arrière, tuant 11 hommes et en blessant 20, détruisant totalement un affût de 40 mm et endommageant deux affûts de 5 pouces.
De retour en service en février, le Pringle assure le filtrage des transports vers Iwo Jima pour l'assaut du 17, puis fournit un appui-feu aux Marines à terre. De retour à Ulithi le 4 mars, il se prépare à l'assaut sur Okinawa.

### Destinée
Opérant avec la 90e division de destroyers (Destroyer Division 90), il a surveillé les zones de transport, couvert les dragueurs de mines et fourni un appui-feu. Affecté au service de piquet radar le 15 avril, il abat deux kamikazes le 16 avril 1945 avant qu'un troisième ne s'écrase sur son pont et ne traverse le pont de superstructure, derrière la base de la cheminée numéro 1. Une seule bombe de 450 kg, ou deux de 230 kg, ont traversé les ponts principal et de superstructure et ont explosé avec une violente éruption, déformant la quille et divisant le navire en deux au niveau de la chambre de combustion avant. Six minutes plus tard, 258 survivants ont vu le Pringle glisser sous la surface. 69 hommes ont été tués.

## Décorations
Le Pringle a reçu dix battles stars pour son service pendant la Seconde Guerre mondiale.

### Littératures
- (de) Stefan Terzibaschitsch: Zerstörer der U.S. Navy. Bechtermünz Verlag, Augsburg 1997,  (ISBN 3-86047-587-8).
- (en) Alan Raven: Fletcher Class Destroyers. Naval Institute Press, Annapolis 1986,  (ISBN 0-87021-193-5).
- (en) Jerry Scutts: Fletcher DDs (US Destroyers) in action (Warships No. 8). Squadron/signal publications, Carrollton Texas 1995,  (ISBN 978-0-89747-336-1).
- (en) Theodore Roscoe: Destroyer Operations in World War II. United States Naval Institute, Annapolis 1953,  (ISBN 978-0-87021-726-5).